# Capitulum de l'humérus
Le capitulum de l'humérus (ou condyle huméral) est une éminence lisse et arrondie sur la partie latérale de l'épiphyse distale de l'humérus. Il est situé en dehors de la trochlée humérale.
Il s'articule avec la facette articulaire de la tête du radius.